# Aquostic II: That's a Fact!
Aquostic II: That's a Fact! es el trigésimo segundo álbum de estudio de la banda británica de rock Status Quo, publicado en 2016 por Fourth Chord Records. Es el segundo disco de la agrupación en ser grabado en acústico y el último del guitarrista y cantante Rick Parfitt, que falleció solo meses después de su publicación.
Al igual que Aquostic (Stripped Bare) contiene varios de sus éxitos versionados en acústico. El disco original incluye solo catorce canciones mientras que la edición especial contó con cinco canciones más. Además, con solo días de diferencia se lanzó una edición de doble disco que contó con seis canciones registradas en vivo. Cabe señalar que para esta producción se escribieron tres canciones nuevas; «One for the Road», «One of Everything» y «Is Someone Rocking Your Heart?».

## Lista de canciones
| N.º | Título                              | Escritor(es)                                                 | Duración |  |
| 1.  | «That's a Fact»                     | Francis Rossi, Bob Young                                     | 3:34     |  |
| 2.  | «Roll Over Lay Down»                | Rossi, Bob Young, Rick Parfitt, Alan Lancaster, John Coghlan | 4:28     |  |
| 3.  | «Dear John»                         | John Gustafson, Jackie Macauley                              | 3:28     |  |
| 4.  | «In the Army Now»                   | Rob Bolland, Ferdi Bolland                                   | 4:02     |  |
| 5.  | «Hold You Back»                     | Rossi, Young, Parfitt                                        | 4:09     |  |
| 6.  | «One for the Road» (nueva canción)  |                                                              | 3:32     |  |
| 7.  | «Backwater»                         | Parfitt, Lancaster                                           | 4:52     |  |
| 8.  | «One of Everything» (nueva canción) |                                                              | 3:32     |  |
| 9.  | «Belavista Man»                     | John David                                                   | 3:51     |  |
| 10. | «Lover of the Human Race»           | Rossi, Andy Bown                                             | 3:43     |  |
| 11. | «Ice in the Sun»                    | Marty Wilde, Ronnie Scott                                    | 2:20     |  |
| 12. | «A Mess of Blues»                   | Doc Pomus, Mort Shuman                                       | 2:32     |  |
| 13. | «Jam Side Down»                     | Terry Britten, Charlie Dore                                  | 3:12     |  |
| 14. | «Resurrection»                      | Parfitt, Bown                                                | 3:10     |  |

| Pistas adicionales en la edición deluxe |                                                  |                        |          |  |
| N.º                                     | Título                                           | Escritor(es)           | Duración |  |
| 15.                                     | «Lies»                                           | Rossi, Frost           | 2:50     |  |
| 16.                                     | «Little Dreamer»                                 | Rossi, Frost           | 3:06     |  |
| 17.                                     | «Living on an Island»                            | Parfitt, Young         | 3:08     |  |
| 18.                                     | «Is Someone Rocking Your Heart?» (nueva canción) |                        | 3:38     |  |
| 19.                                     | «Rockers Rollin'»                                | Parfitt, Jackie Lynton | 3:36     |  |

| Pista adicional en edición vinilo |           |              |          |  |
| N.º                               | Título    | Escritor(es) | Duración |  |
| 20.                               | «For You» | Parfitt      |          |  |

| Disco en vivo en edición deluxe |                              |          |  |
| N.º                             | Título                       | Duración |  |
| 20.                             | «And It's Better Now»        |          |  |
| 21.                             | «Pictures of Matchstick Men» |          |  |
| 22.                             | «Don't Drive My Car»         |          |  |
| 23.                             | «Claudie»                    |          |  |
| 24.                             | «Whatever You Want»          |          |  |
| 25.                             | «Rockin' All Over the World» |          |  |

## Músicos
- Francis Rossi: voz y guitarra acústica
- Rick Parfitt: voz y guitarra acústica
- John Edwards: bajo, guitarra y coros
- Andy Bown: armónica, piano, mandolina, guitarra y coros
- Leon Cave: batería, guitarra y coros